# Cobeña (Cantabria)
Cobeña es una localidad del municipio de Cillorigo de Liébana, en la comarca de Liébana (Cantabria, España). Se encuentra a 510 m s. n. m. y dista 3,7 kilómetros de Tama, la capital municipal. Tiene 17 habitantes (INE, 2023) (2023). Este barrio pertenece al «Concejo de Bedoya», integrado por varios pueblos situados en el Valle de Bedoya, uno lateral respecto al de Cillorigo, en la vertiente occidental de Peña Sagra. De su patrimonio arquitectónico destaca la iglesia parroquial de La Inmaculada, con un retablo de los siglos XVIII-XIX.
- Datos: Q5775742